# Soul Surfing
Soul Surfing è il primo album in studio del cantante statunitense Ricky Fanté e del chitarrista statunitense Scott Rickett, pubblicato nel 2002.

## Tracce
1. Breaking My Heart – 3:10
2. Changes – 3:24
3. Right Down the Line – 3:41
4. It Don't Matter – 3:25
5. Real Love – 2:24
6. Change Your Ways – 3:00
7. Haunt You Forever – 2:40
8. Misunderstood – 2:51
9. Who Stole the Soul – 3:02
10. Same Ol Same – 2:54
11. Oh Lord – 2:26